# 泰式按摩
泰式按摩（羅馬化：nuat phaen thai，發音：[nûa̯t pʰɛ̌ːn tʰāj]；或称 [nûa̯t pʰɛ̌ːn bōːrāːn]，泰语意为“老式按摩”）是泰國一种结合了穴位按摩、印度阿育吠陀原则和辅助瑜伽姿势的按摩。據說歷史長達上千年。
联合国教育、科学及文化组织于2019年12月将泰式按摩列入联合国教科文组织非物质文化遗产名录和优秀保护实践名册。